# Eupithecia ammorrhoa
Eupithecia ammorrhoa är en fjärilsart som beskrevs av Louis Beethoven Prout 1910. Eupithecia ammorrhoa ingår i släktet Eupithecia och familjen mätare. Inga underarter finns listade i Catalogue of Life.